# Casas del Mayorazgo de Guerrero

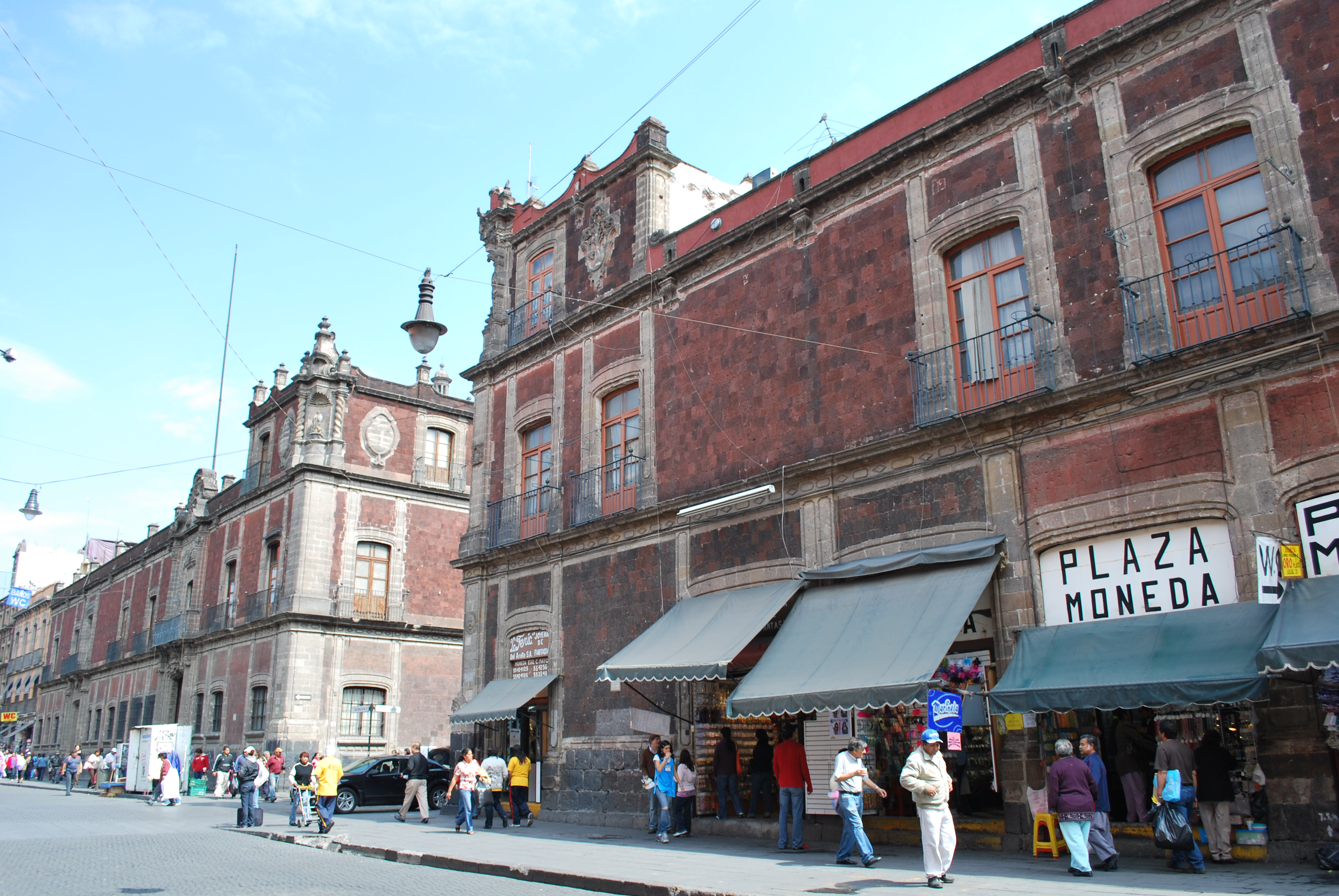
Vista de las dos casas

Las Casas del Mayorazgo de Guerrero son construcciones de la Ciudad de México localizadas en la calle de Moneda 16 y 18, frente al Museo Nacional de las Culturas y se extienden hasta la calle del Correo Mayor. Los dos edificios son casi idénticos, ambos con fachadas de tezontle y detalles con piedra blanca. Las casas fueron construidas por la familia de Juan Guerrero de Luna en el siglo XVI y pertenecieron a dicha familia durante todo el Virreinato de Nueva España como una concesión de la Corona Española. La apariencia actual de las construcciones se debe a la reconstrucción que se realizó en el siglo XVIII. Después de la Independencia, la familia perdió gradualmente estas construcciones, pues la casa principal comenzó a servir para funciones públicas y la más pequeña se dividió en apartamentos y tiendas.

## Historia
Originalmente las casas pertenecieron a Rodrigo Gómez Dávila, ballestero de Pánfilo de Narváez quien se pasó al ejército de Hernán Cortés. Posteriormente las adquirió Domingo Gómez quien las vendió en 1562 a Juan Guerrero de Luna y su esposa Beatriz Gómez Dávila, quienes fundaron el mayorazgo el 24 de junio de 1589 cuando su familia recibió una concesión de tierra por parte del rey Felipe II. La extensión de tierra y las casas se quedarían en manos de la familia durante todo el Virreinato de Nueva España. Las estructuras originales fueron construidas en el siglo XVI y fueron reedificadas en su totalidad en 1713, sin embargo fue a finales del siglo XVIII que las casas adquirieron su aspecto actual cuando fueron reconstruidas por el arquitecto Francisco Antonio Guerrero y Torres del 3 de mayo de 1779 al 28 de septiembre de 1781. La casa occidental fue en la que la familia habitó, mientras que la propiedad oriental estaba subdividida a su vez en dos casas reservadas para la servidumbre y espacios para almacén. La casa contaba con accesorias, que eran rentadas a comerciantes y artesanos. Pese a que ambas construcciones lucen similares, la casa occidental es la que contiene los rasgos más distintivos.
A finales del siglo XIX, la casa del este o de los sirvientes ya se había dividido en varios apartamentos y tiendas. El artista José Guadalupe Posada vivió y trabajó en esta construcción desde finales del siglo XIX hasta su muerte en 1913. El vivir y trabajar en este lugar le permitió observar la vida diaria de gente ordinaria, la cual reflejó en su obra.
Al ser demolida la Universidad, en 1914 la casa principal se convirtió en la sede del Conservatorio Nacional de Música y permaneció así durante treinta años aproximadamente. La construcción principal fue bastante grande para ser una casa; sin embargo, fue considerara algo pequeña como escuela, donde el único lugar para colocar un área de juego para básquetbol fue uno de los patios interiores. Ambas casas fueron declaradas monumento histórico el 9 de febrero de 1931. En 1933, Rufino Tamayo pintó un fresco aquí dedicado a la música, especialmente al canto, para el Conservatorio.
En 1946 el conservatorio fue trasladado a un complejo diseñado ex profeso en Polanco y la casa principal del mayorazgo fue destinada para las oficinas de la dirección de prehistoria del Instituto Nacional de Antropología e Historia por decreto publicado en el Diario oficial de la Federación; mientras la casa de la servidumbre continuó alojando tiendas y apartamentos.

## Descripción
La casa principal carece de algún detalle arquitectónico espectacular que la distinga de otras residencias tales como el Palacio de Iturbide, pero en efecto tiene una serie de elementos interesantes. Esta construcción cuenta con dos pisos con un parapeto en la esquina de la propiedad. La fachada es de tezontle, una piedra volcánica de color rojo sangre; con las ventanas, balcones, pórticos y zócalos hechos de chiluca, una piedra blanco-grisácea. Muchos de los relieves de la construcción, especialmente el parapeto, rinden homenaje a la Virgen María. Su imagen aparece aquí y las pilastras de las esquinas están decoradas con relieves de azucenas y rosas que están asociadas con ella. En el piso superior hay dos compartimentos cuadrados: uno con una fuente y otro con un pozo. El parapeto tiene un nicho con una imagen de la Virgen, flanqueada por dos estípites (columnas tronco-piramidales invertidas) con capiteles de orden corintio formados por hojas de acanto. Esto era muy común de la arquitectura religiosa del periodo de la Reforma Católica, pues se suele aludir a la eternidad y gloria de la Virgen María. El parapeto también está decorado con un diseño de una torre de marfil y una palmera enmarcada por elaboradas molduras barrocas.
Por dentro, la construcción cuenta con dos patios con entradas independientes que dan hacia la calle, así como un pórtico que las conecta entre sí. En la escalera principal se encuentra un fresco realizado por Rufino Tamayo de 1933, el cual está dedicado a la música.

## Casa del Sol y la Luna
De cualquier forma, la mayor parte de la decoración distintiva de la casa está en el exterior y le da a la construcción el nombre alternativo de “Las Casas del Sol y la Luna”. Hay relieves del Sol y la Luna en la esquina de la intersección de la calle de Moneda y Correo Mayor. Éstas, a su vez, son una referencia a la Virgen María, pues se dice que ella es: “tan bella como la luna y tan brillante como el sol”. No obstante, estas imágenes, así como los nombres de las familias asociadas con estas propiedades, le han imprimido fuerza a una leyenda:

[…] Existió un virrey a quien le encantaban las fiestas e invitaba a las familias de las clases más altas de la Nueva España a éstas. Este virrey otorgó a la esposa de Don Enrique de Luna, Doña Sol de Olmedo, una suntuosa mansión localizada muy cerca del Palacio Virreinal como una muestra de aprecio por su relación “platónica”. Enrique Luna se enceló de la casa y según la historia mandó demoler la casa hasta sus cimientos. Entonces, Enrique construyó en su lugar una nueva y mejor casa para su esposa. Además, para demostrar que sus nombres estarían unidos para siempre realizó los relieves del Sol y la Luna en la esquina donde las dos principales fachadas se encontraban. Esta acción provocó que el virrey rompiera permanentemente su relación con la pareja.